# Cloud rap
Il cloud rap (chiamato anche trillwave) è un microgenere del rap emerso a metà anni 2010 negli Stati Uniti. 
Caratteristiche del genere sono: dei beat eterei e malinconici (spesso prelevati dagli elementi ritmici delle basi trap), un flow lento che si discosta dal rap tradizionale, un pesante utilizzo di effetti elettronici sulla voce (come Auto-Tune ma soprattutto riverberi e delay), dei testi che trattano le tematiche più disparate come la tristezza o la riflessione sul proprio "io", degli arrangiamenti musicali ipnotici e ripetitivi che trasmettono un'atmosfera sognante, e infine un'estetica visiva fortemente legata alla corrente vaporwave.
Tra i primi rappers a portare alla ribalta questo genere è stato lo svedese Yung Lean.
Tra i maggiori esponenti della scena americana troviamo artisti come Clams Casino, ASAP Rocky, Lil B, Metro Zu, i gruppi RVIDXR KLVN, teamSESH e GOTH MONEY RECORDS. 
Influenze cloud rap, tuttavia, si possono trovare anche nei lavori di rappers con fama internazionale come: Post Malone, Travis Scott, Lil Uzi Vert, XXXTentacion, Suicideboys e Lil Peep. 
I maggiori pionieri, invece, della scena cloud rap francese sono i PNL, mentre in Italia troviamo Ketama126 e Pretty Solero.